# 胡中龍
胡中龍（16世紀—17世紀），字起潛，南直隸廬州府廬陵縣宣化鄉油沙渡人，明朝政治人物。

## 生平
胡中龍是萬曆二十五年（1597年）舉人，天啟五年（1625年）成進士，授中書舍人，改任南京刑部主事、郎中。有銅商拖欠稅錢，變賣資產也不夠償還，胡中龍拿出官府財物代償，又公正決獄，平反冤獄；崇禎十年（1640年）外任湖廣武昌府知府，就任數月，革絕弊政，有趙鳳鳴、蔡二二人無辜連坐死刑，他審判後得為減刑。不久，他在和門生吟詠時決定致仕，卒年六十九歲。

## 引用
1. 1 2  同治《廬陵縣志·卷二十九·人物志》：胡中龍，號起潛，宣化鄉人，天啟乙丑進士。授中書舍人，改南刑部主事，遷郎中；有銅商逋緡，錢產斥賣盡，中龍出官中橐償焉，決獄得夏正春張，文宇滯冤立雪之。丁丑出守武昌，蒞郡浹月，政簡弊絕，有趙鳳鳴蔡二坐死而法不中，中龍為改讞得減死。嘗與門人嘯詠於白雲黃鶴間，慨然念遂初，朞年致政歸，卒年六十有九。
2. ↑  同治《廬陵縣志·卷二十二·選舉志》：（萬曆）二十五年丁酉（舉人） 胡中龍 油沙渡人，見進士，有傳